# Ryocalanus bicornis
Ryocalanus bicornis is een eenoogkreeftjessoort uit de familie van de Ryocalanidae. De wetenschappelijke naam van de soort is voor het eerst geldig gepubliceerd in 1995 door Markhaseva & Ferrari.